# Richard Emerson
Richard Emerson – jeden z twórców współczesnej teorii wymiany. Klasycznej teorii wymiany zarzucił redukcjonizm – ograniczenie się w analizach wymiany do diady (relacji 2 obiektów). Emerson postulował realizacje programu budowy rygorystycznego systemu twierdzeń, weryfikowalnych empirycznie. Jako podstawowe pojęcie swojej analizy ustanowił władzę, którą widział w dwóch wymiarach: równowagi (balance), jaka zachodzi gdy aktorzy A i B są na równej pozycji oraz kohezji (oznaczającej spójność, poczucie wspólnego "my"), jaka występuje w sytuacji, gdy jeden z aktorów ma władzę absolutną nad drugim. 
W swojej analizie dokonał integracji behawioryzmu (społecznego, rozumianego za m.in. Cooleyem) z analizą sieci społecznej. W miejsce diad wprowadził pojęcie sieci wymian.
Teoria Emersona jest oparta na pojęciu władzy w zależności (the power-dependence). Relacje władzy w zależności polegają na tym, że im bardziej jednostki są zależne od siebie, tym bardziej jest prawdopodobne, że stworzą relacje zależności w grupie. Prowadzi to do nierówności we władzy,  co powoduje konflikt i zmianę społeczną. 
Emerson sformułował również twierdzenie o równoważeniu władzy, głoszące iż nierównowaga prowadzi do uruchomienia mechanizmów wyrównujących. Tymi mechanizmami mogą być różne strategie aktorów biorących udział w relacji, np. polegające na zwiększeniu liczby alternatyw lub podnoszenie własnego statusu.